# Ewan Beaton
Ewan Beaton (Edmonton, 13 de julio de 1969) es un deportista canadiense que compitió en judo. Ganó dos medallas en los Juegos Panamericanos en los años 1991 y 1995.
Participó en dos Juegos Olímpicos de Verano en los años 1992 y 1996, su mejor actuación fue un noveno puesto logrado en Barcelona 1992 en la categoría de –60 kg.

## Palmarés internacional
| Juegos Panamericanos | Juegos Panamericanos      | Juegos Panamericanos | Juegos Panamericanos |
| Año                  | Lugar                     | Medalla              | Categoría            |
| -------------------- | ------------------------- | -------------------- | -------------------- |
| 1991                 | La Habana (Cuba)          | Medalla de plata     | –60 kg               |
| 1995                 | Mar del Plata (Argentina) | Medalla de oro       | –60 kg               |